# Assassinats a l'abadia de Rouen
Assassinats a l'abadia de Rouen (títol original en francès, Meurtres à l'Abbaye de Rouen) és un telefilm francès del 2014 dirigit per Christian Bonnet. Forma part de la col·lecció Assassinats a.... S'ha doblat al català per TV3.

## Repartiment
- Frédéric Diefenthal: Didier Mège
- Isabel Otero: Eva Chêne
- Natalia Dontcheva: Jeanne
- Saïda Jawad: Leïla
- François Levantal: François
- Mathilde Lebrequier: Marianne
- Pierre Vernier: Dominique Mège
- Éric Naggar: el capellà